# Adam Abt
Adam Abt (* 24. Mai 1885 in Mainz; † 13. Oktober 1918 in Darmstadt) war ein deutscher Klassischer Philologe.

## Leben
Adam Abt, der Sohn eines Tarifbureuvorstandes bei der Hessischen Ludwigsbahn, besuchte das Gymnasium in Mainz und studierte nach der Reifeprüfung Klassische Philologie, zunächst im Sommersemester 1903 an der Albert-Ludwigs-Universität Freiburg, dann im Wintersemester 1903/04 an der Ludwig-Maximilians-Universität München und schließlich vom Sommersemester 1904 bis zum Sommersemester 1907 an der Universität Gießen. Dort schloss er sich an den Religionswissenschaftler Richard Wünsch an, der Abt zur Beschäftigung mit der antiken Zauberei anregte. Nach dem Rigorosum am 11. März 1907 wurde Abt am 15. Dezember 1907 mit einer Arbeit zur Apologie des Apuleius zum Dr. phil. promoviert.
Nach der Promotion unterrichtete Abt am Gymnasium in Offenbach. Wissenschaftlich beschäftigte er sich weiterhin mit den griechischen Zauberpapyri und trat dazu auch mit Karl Preisendanz in Kontakt. Beim Ausbruch des Ersten Weltkriegs meldete er sich freiwillig, wurde im Laufe der Kampfhandlungen verwundet und starb kurz vor Kriegsende im Lazarett in Darmstadt.
Abts Vorarbeiten zu den griechischen Zauberpapyri flossen in die Edition des ersten Bandes der Papyri Graecae Maginae ein, den Preisendanz 1928 herausgab. Er lieferte außerdem einen Artikel für Wilhelm Heinrich Roschers Ausführliches Lexikon der griechischen und römischen Mythologie. Dagegen gelangte seine von Georg Wissowa und Hermann Gunkel angekündigte Mitarbeit für den Pauly-Wissowa und Die Religion in Geschichte und Gegenwart aufgrund seines frühen Todes nicht zur Vollendung.

## Schriften (Auswahl)
- Die Apologie des Apuleius von Madaura und die antike Zauberei. Religionsgeschichtliche Versuche und Vorarbeiten 4, 2, Gießen 1908
- Die volkskundliche Literatur des Jahres 1911. Ein Wegweiser im Auftrage der Hessischen Vereinigung für Volkskunde und mit Unterstützung der dem Verband deutscher Vereine für Volkskunde angehörenden Vereine herausgegeben von A[dam] Abt, Leipzig und Berlin 1913
- Volkskunde als akademisches Prüfungsfach, in Hessische Blätter für Volkskunde 12, 1913, S. 146–147